# Hippeastrum vittatum
Il giglio stella del cavaliere (Hippeastrum vittatum (L'Hér.) Herb.) è una pianta bulbosa della famiglia delle Amaryllidaceae.

## Descrizione
La pianta ha un bulbo sferico e marrone, le foglie sono lanceolate e arrotondate sono di colore verde scuro, gli steli floreali producono da due a sei fiori di colori vari, la fioritura avviene in primavera, ma a volte fioriscono a Natale per la fioritura forzata. I frutti sono capsule rotonde e carnose da cui a maturazione fuoriescono dei grandi semi neri.

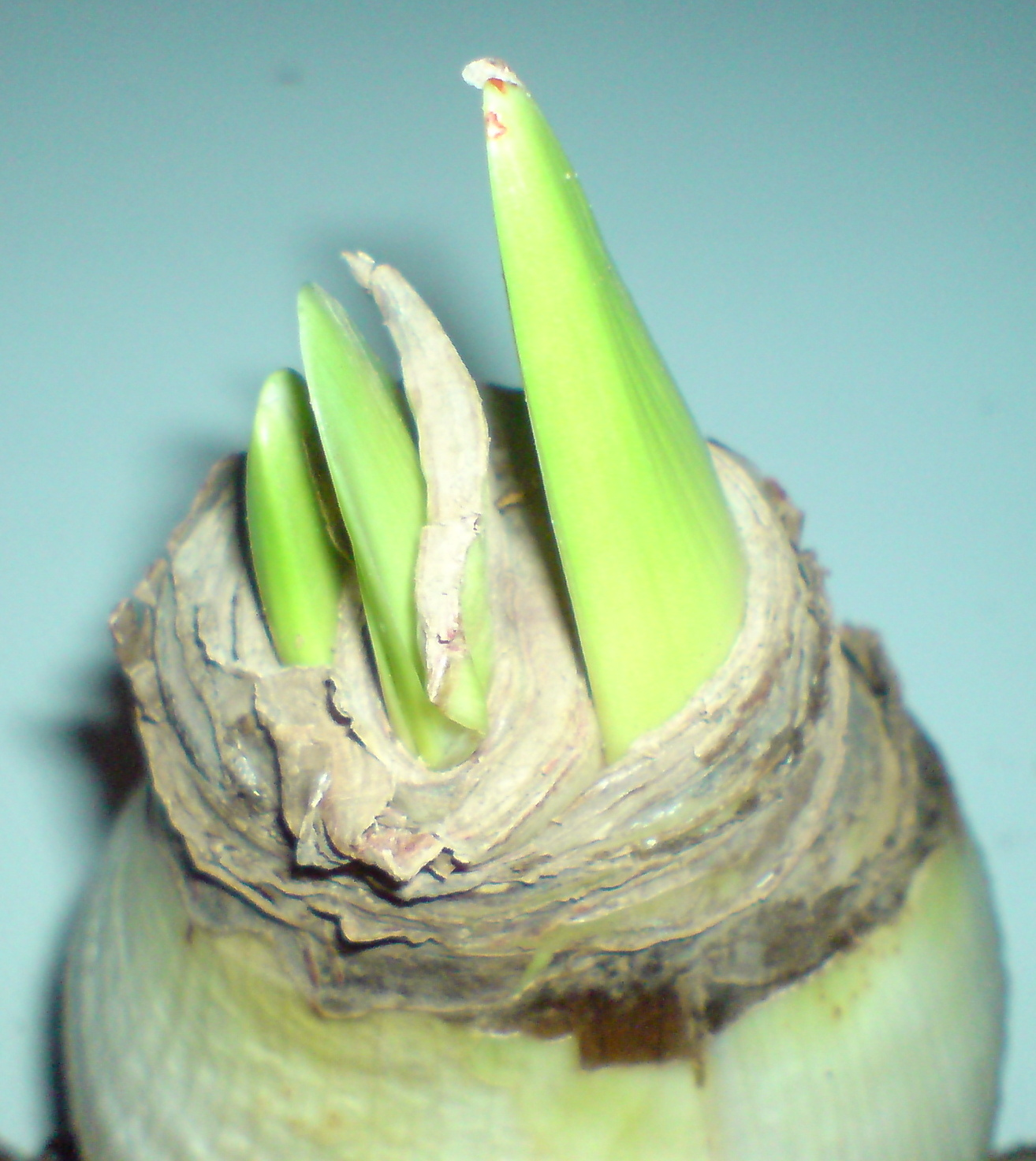
Il bulbo
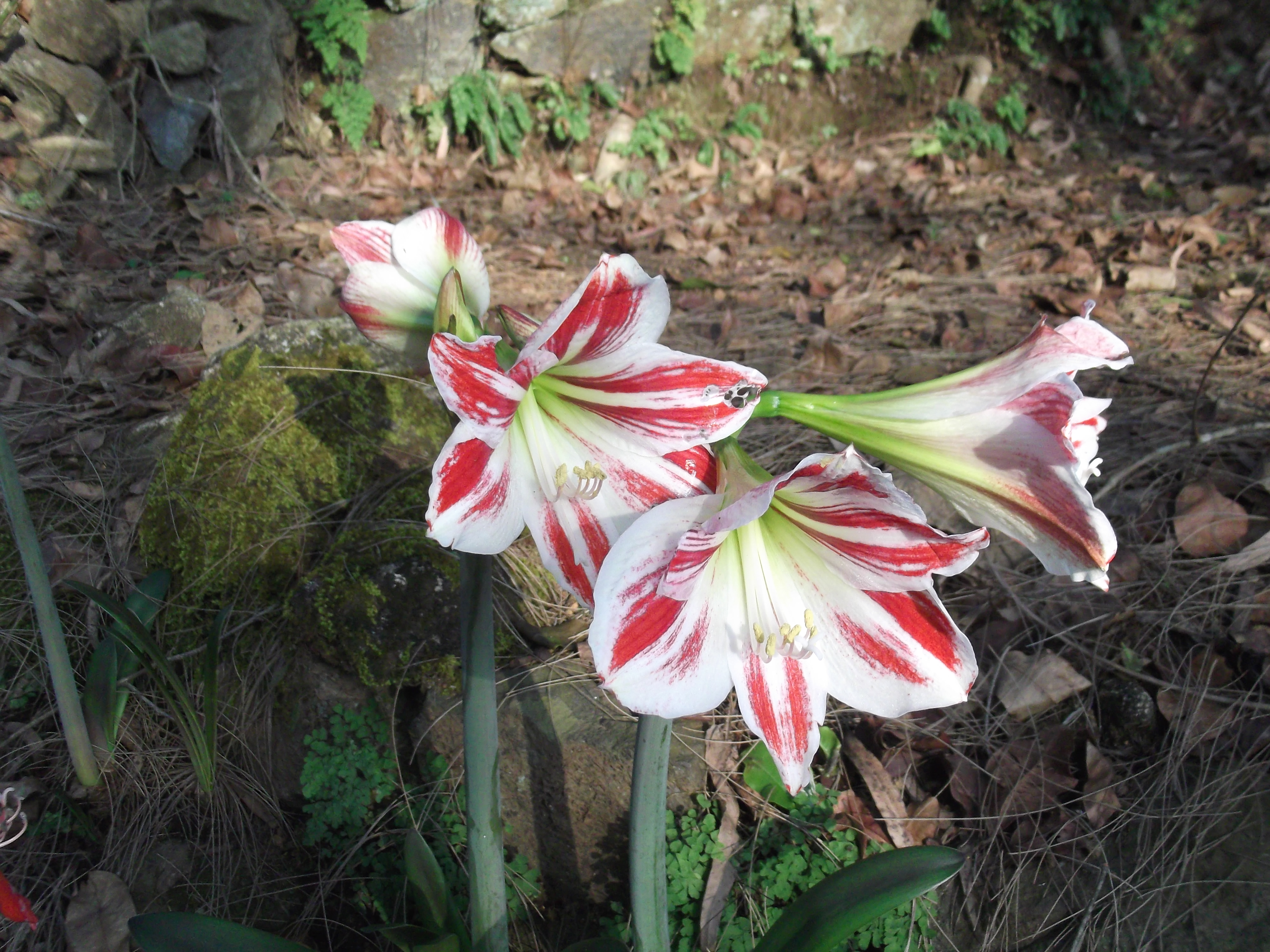
I fiori
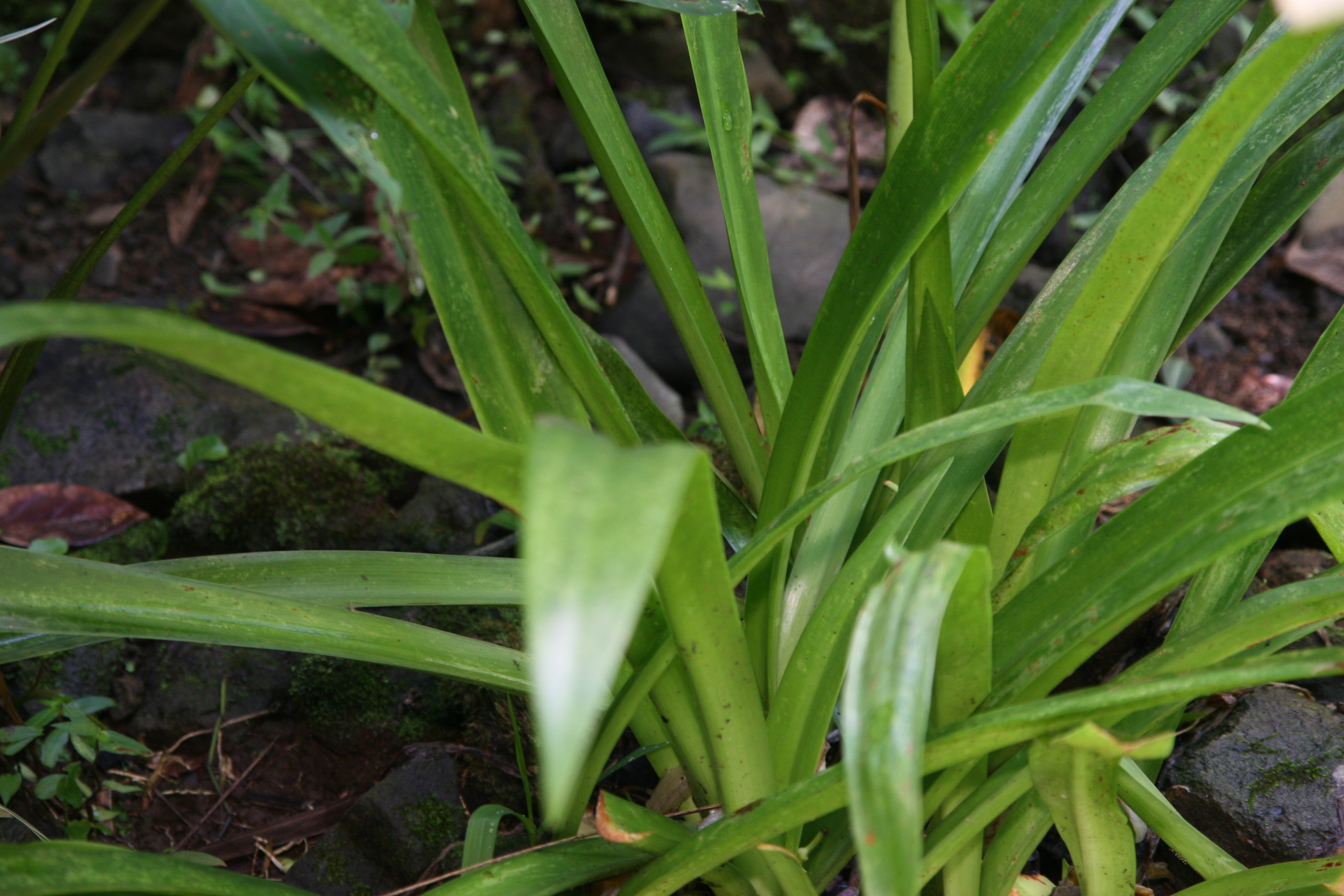
Le foglie
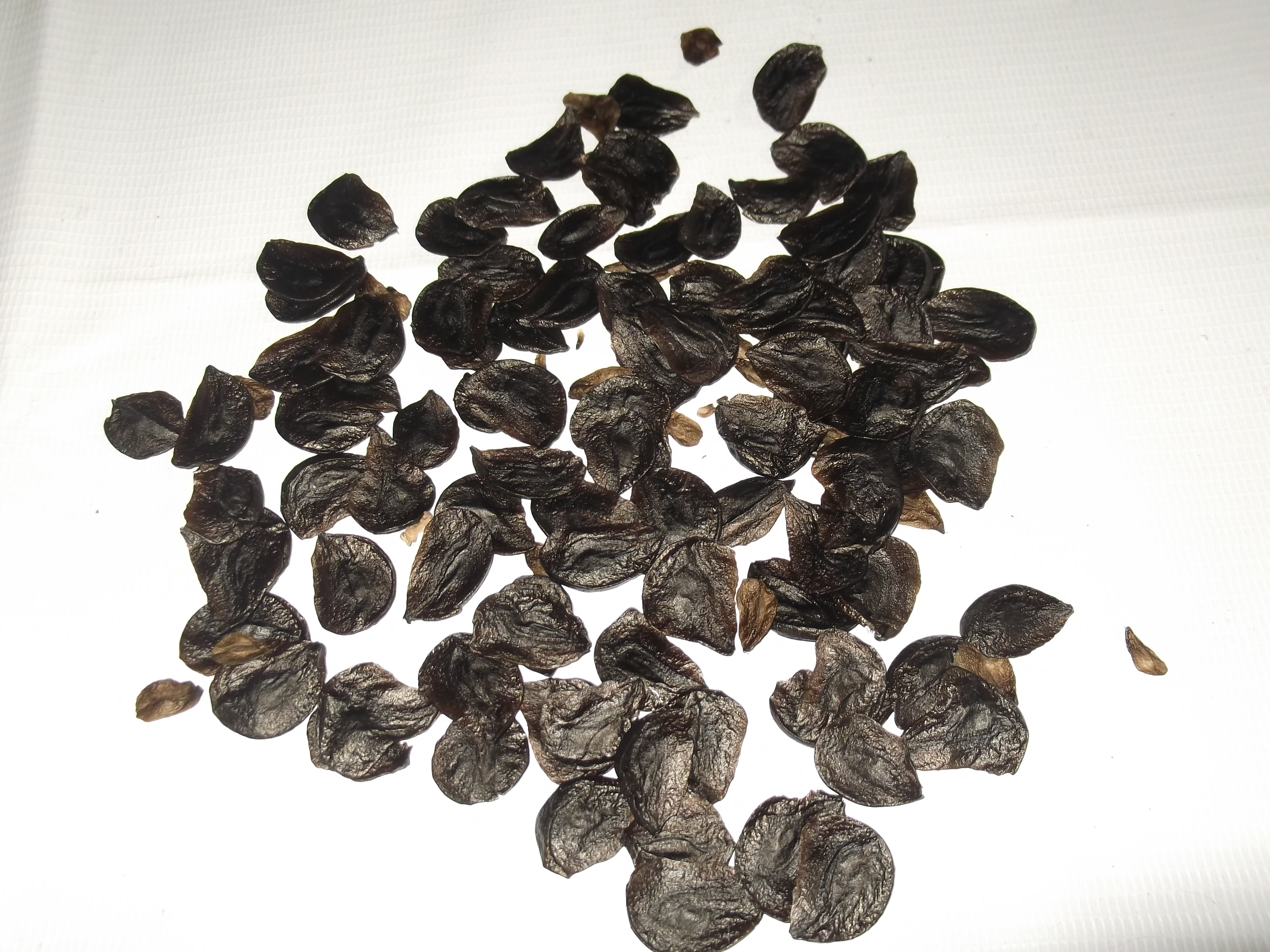
I semi

## Distribuzione e habitat
La pianta è originaria delle regioni tropicali dei Caraibi, del Messico e del Sud America.

## Usi
La specie è utilizzata come pianta da balcone, giardino e d'appartamento.

## Cultivar
Sono note numerose cultivar, alcune delle quali qui raffigurate.

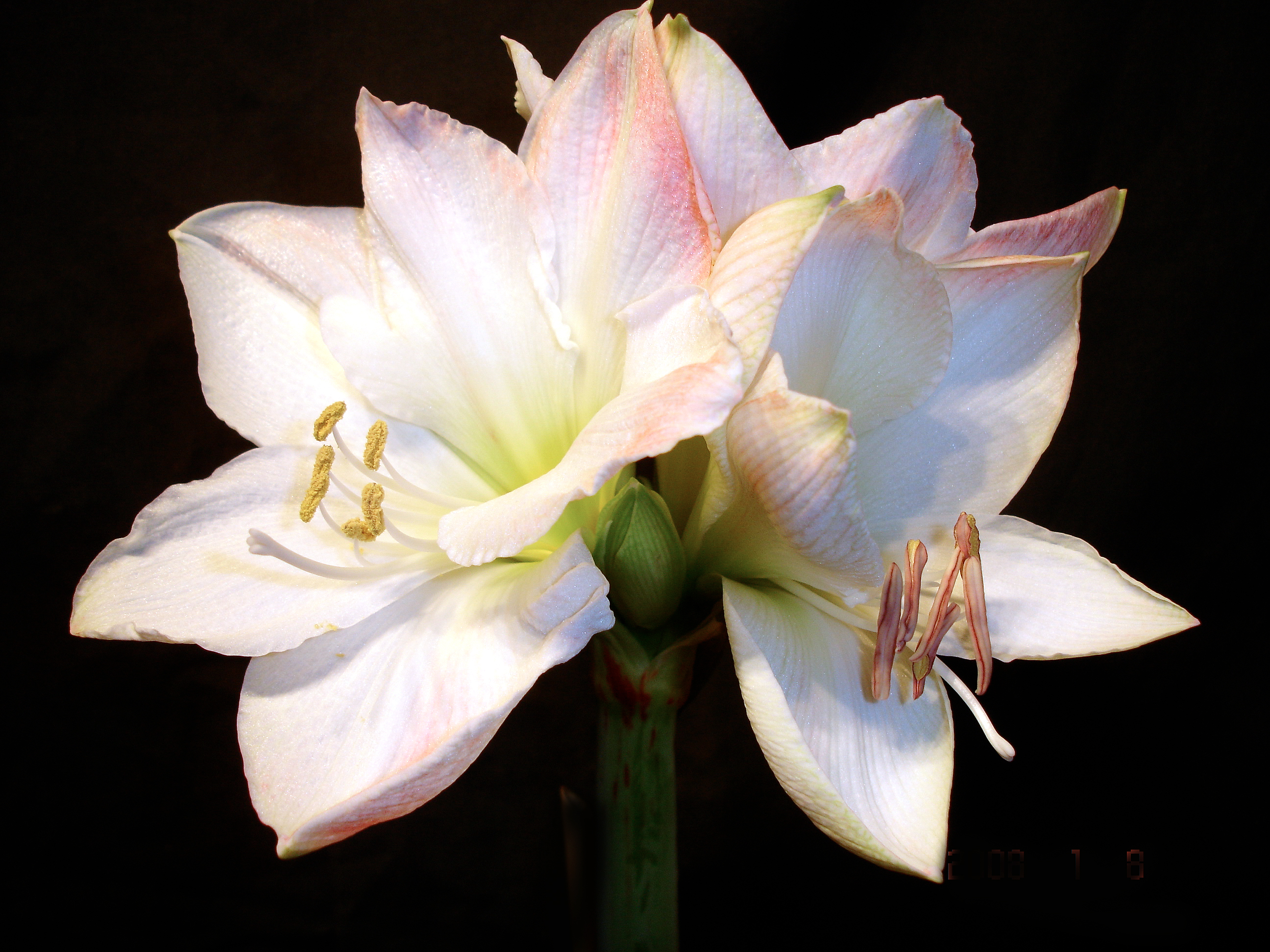
'Appleblossom'
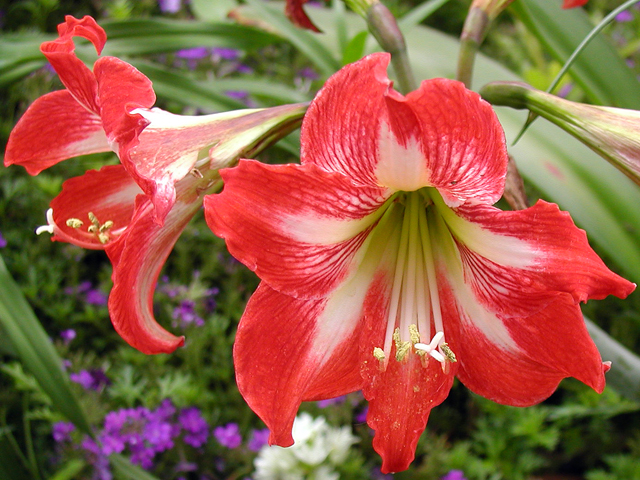
'Baby Star'
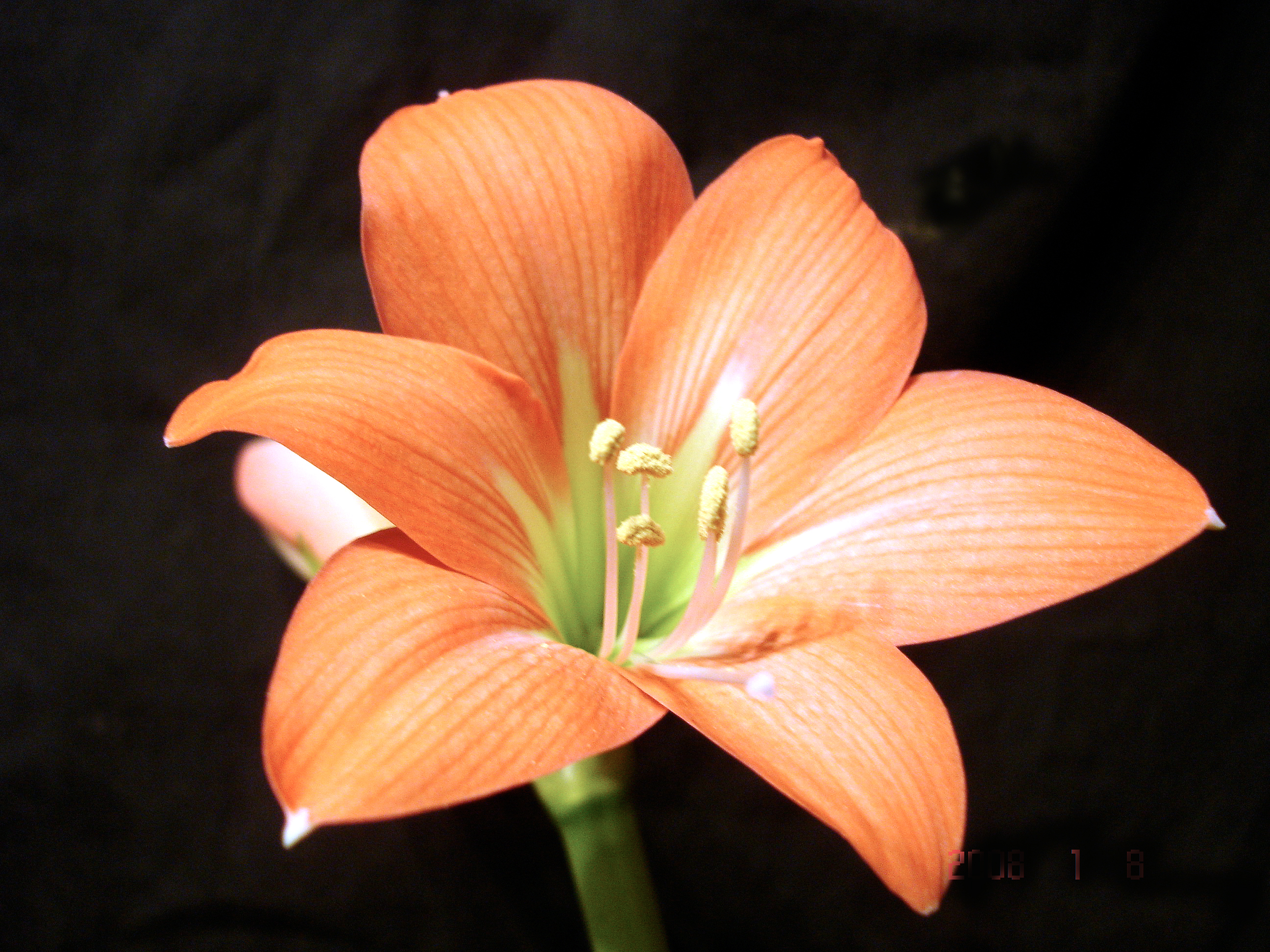
'Belladonna'
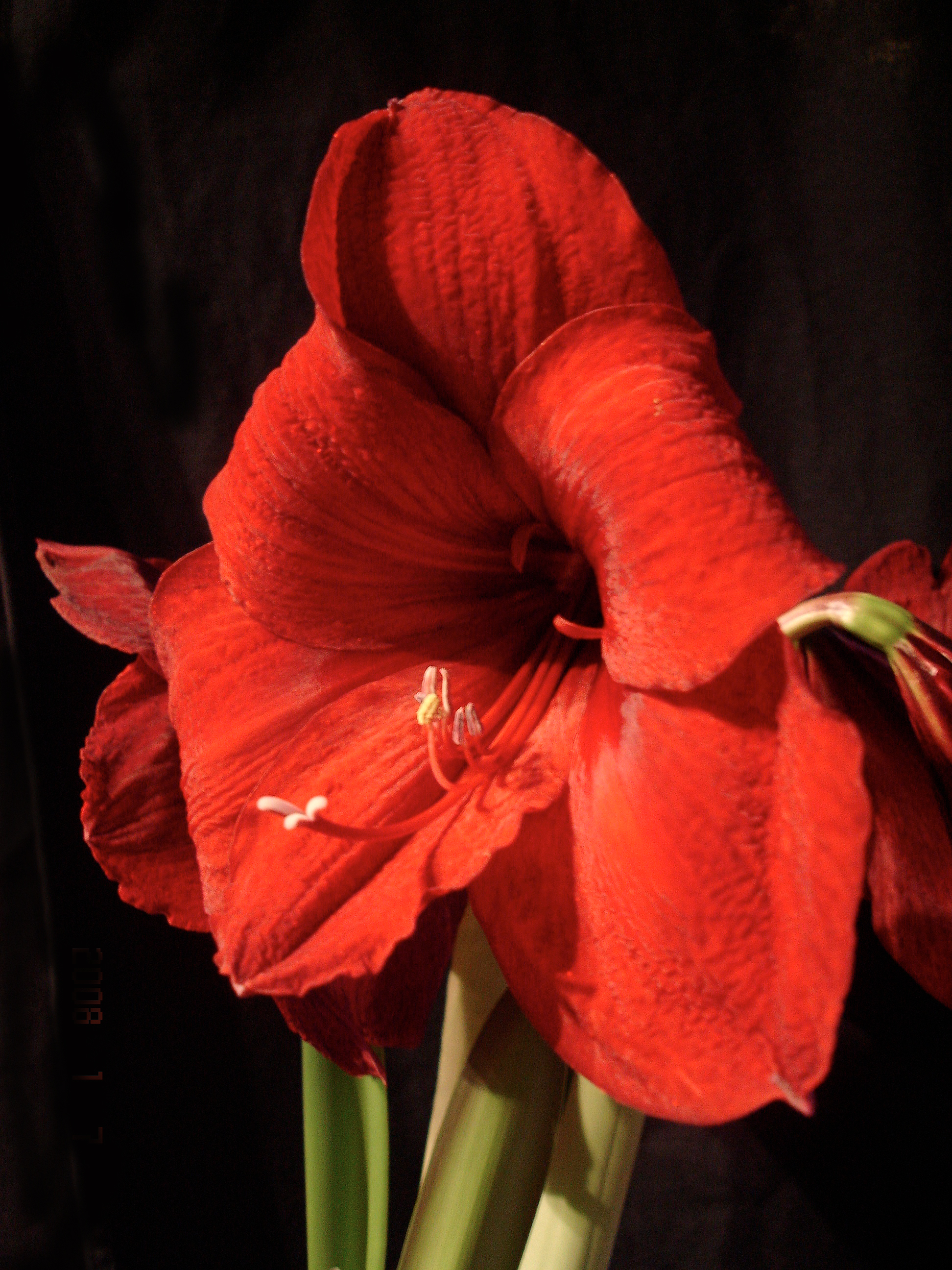
'Benfica'
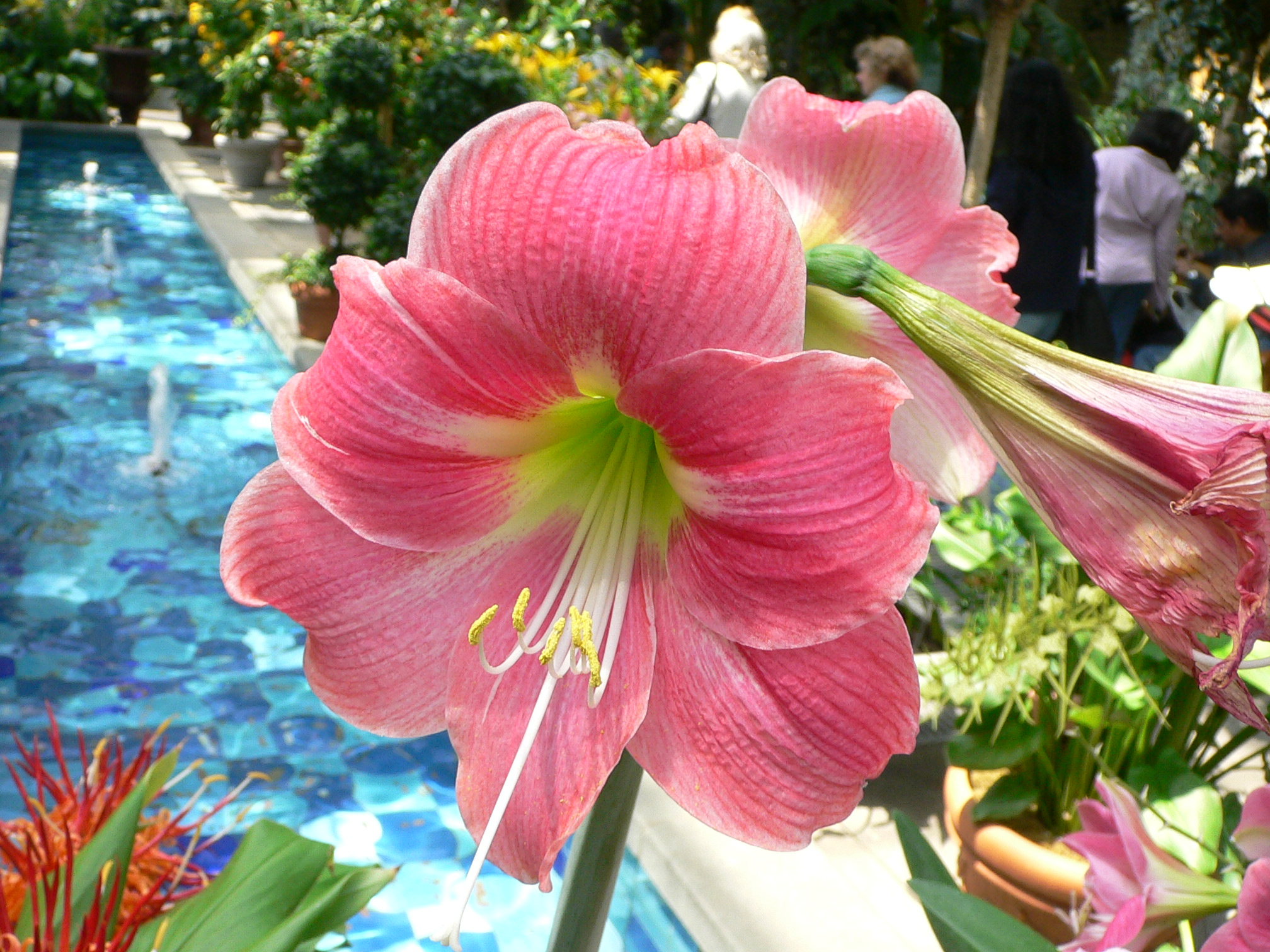
'Candy Floss'
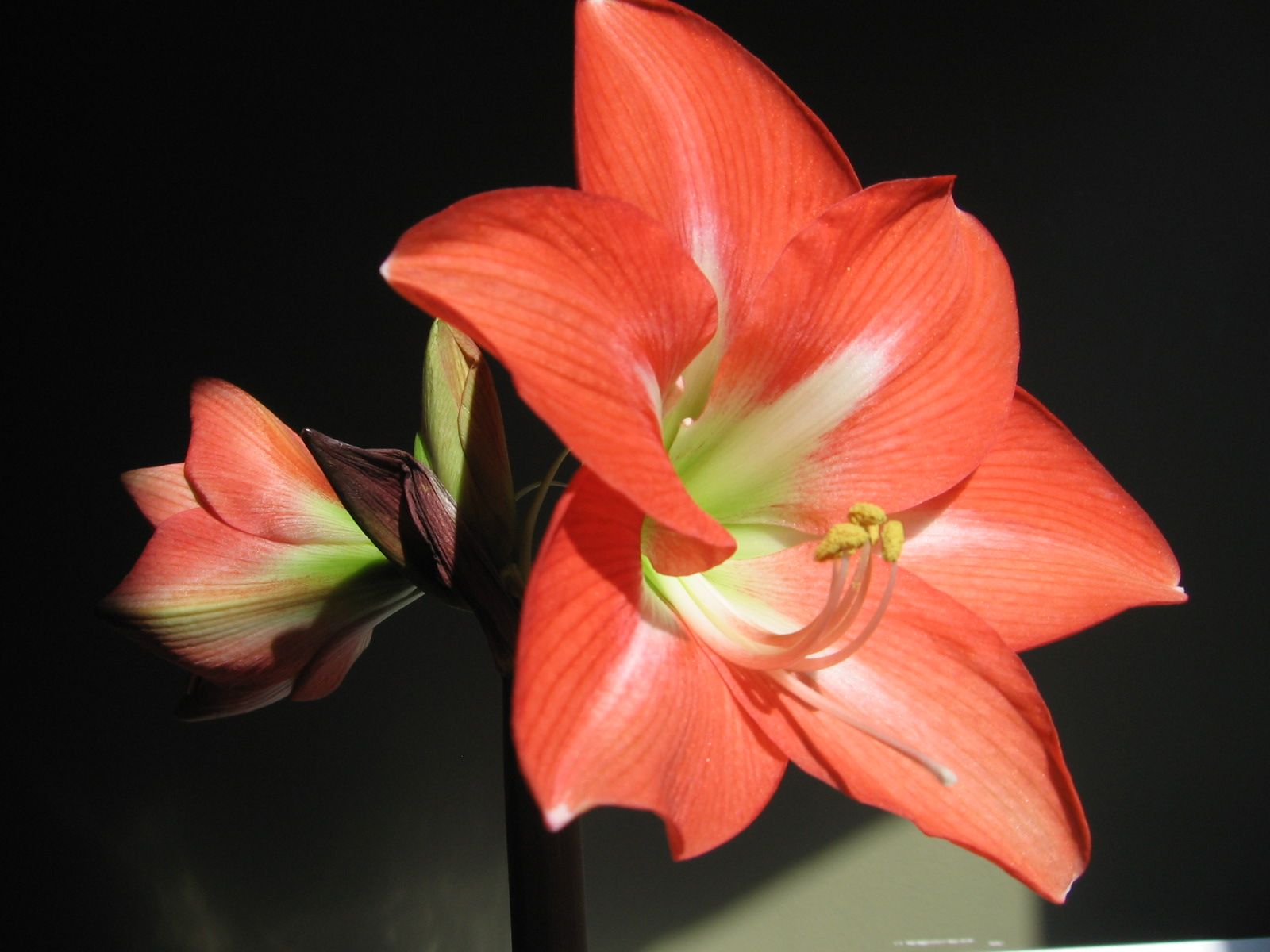
'Charmeur'
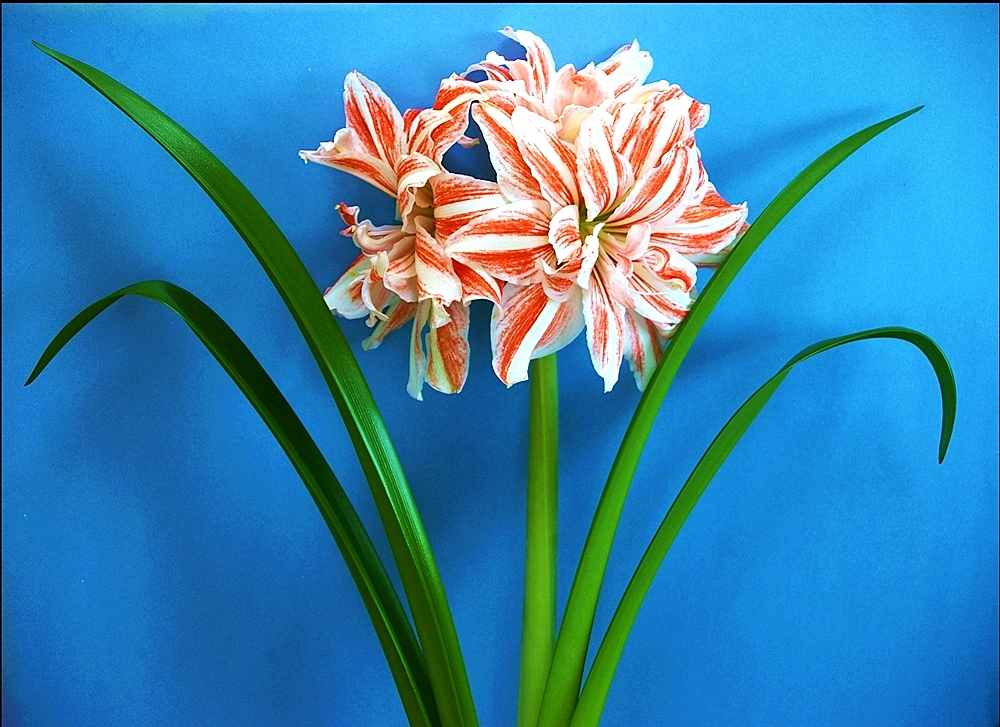
'Dancing Queen'
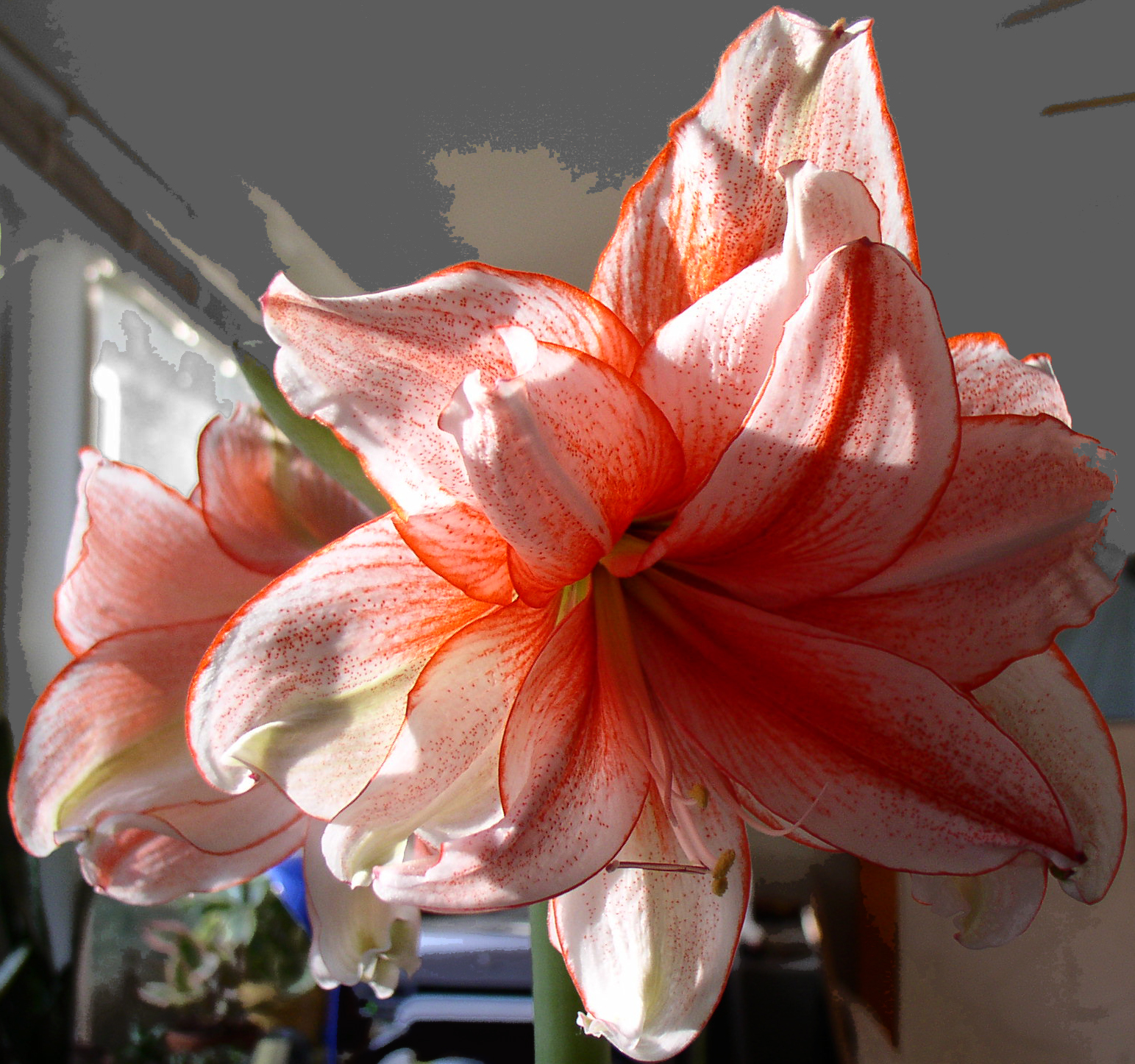
'Elvas'
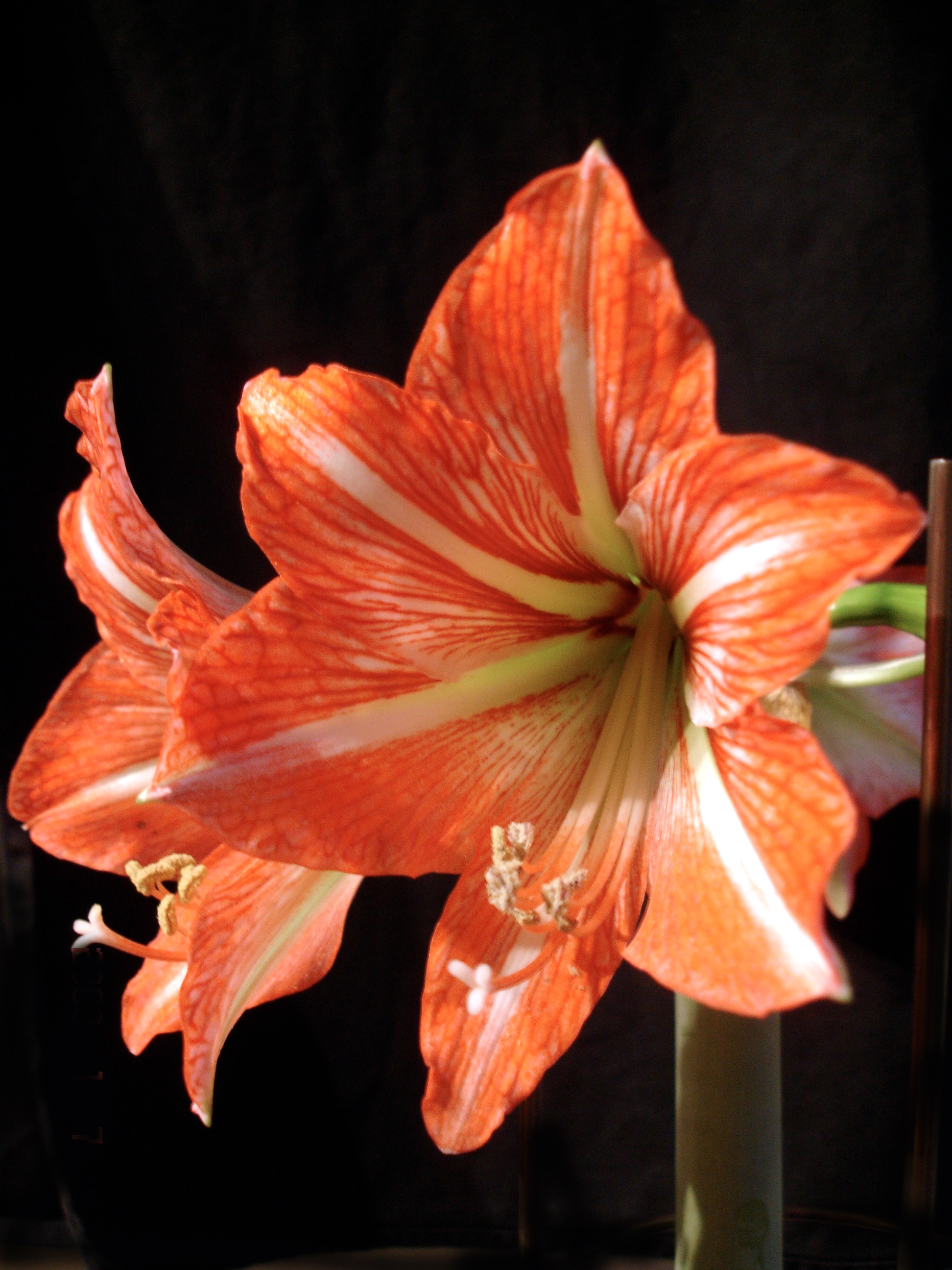
'Estrella'
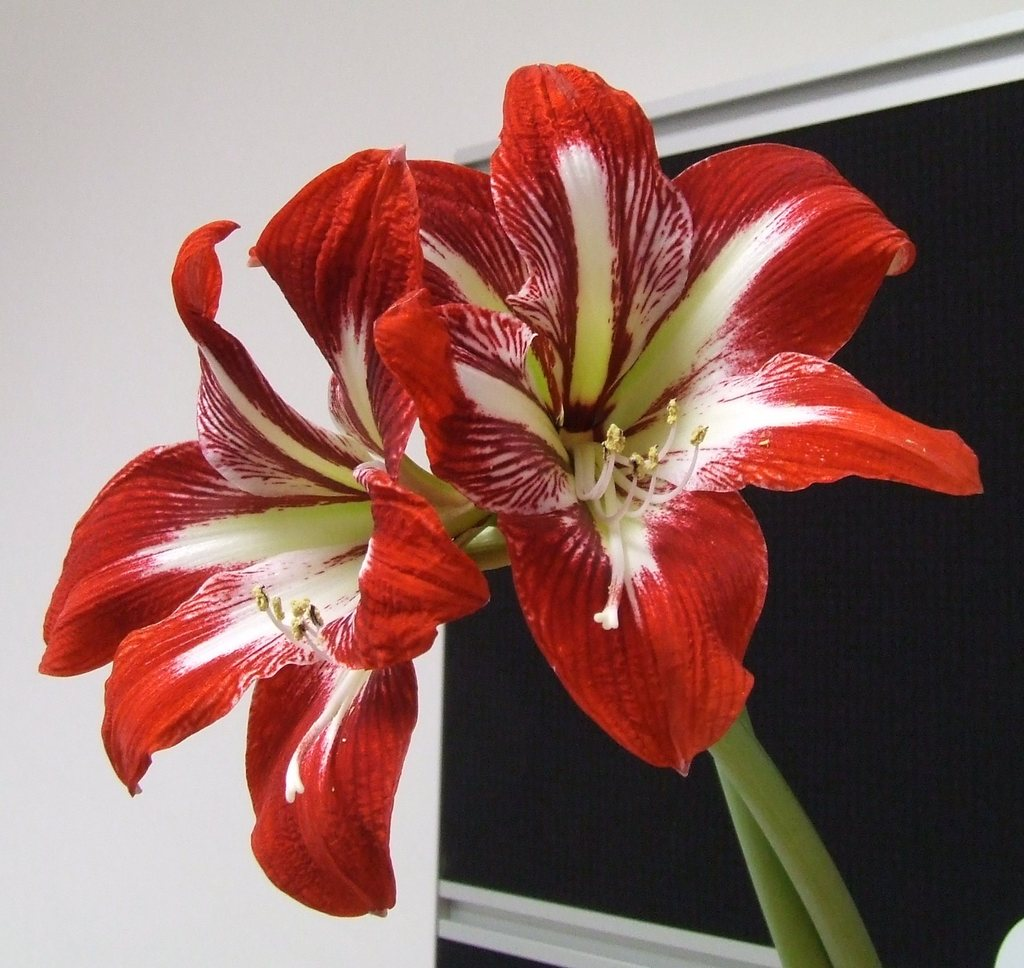
'Gilmar'
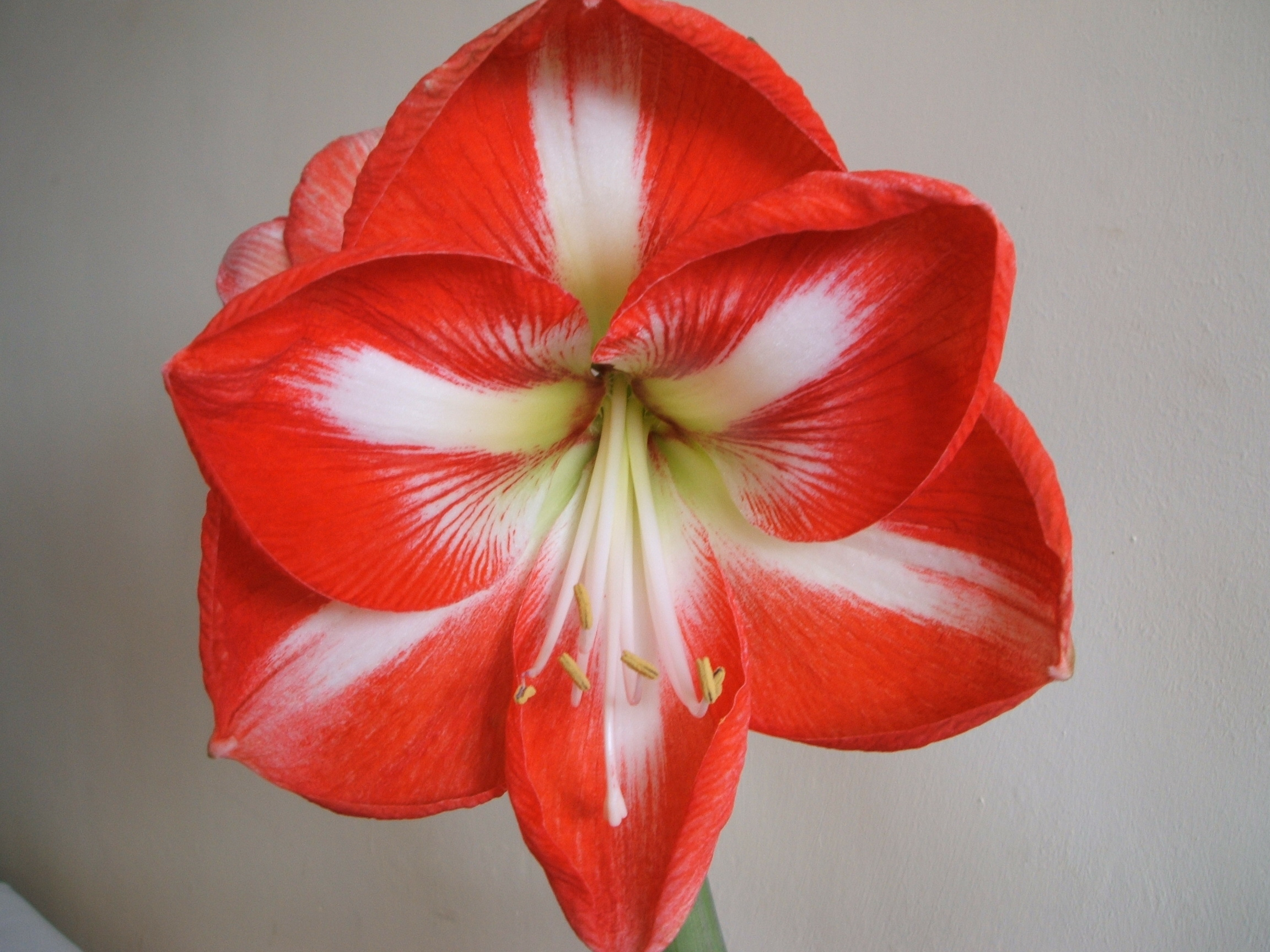
'Hermitage'
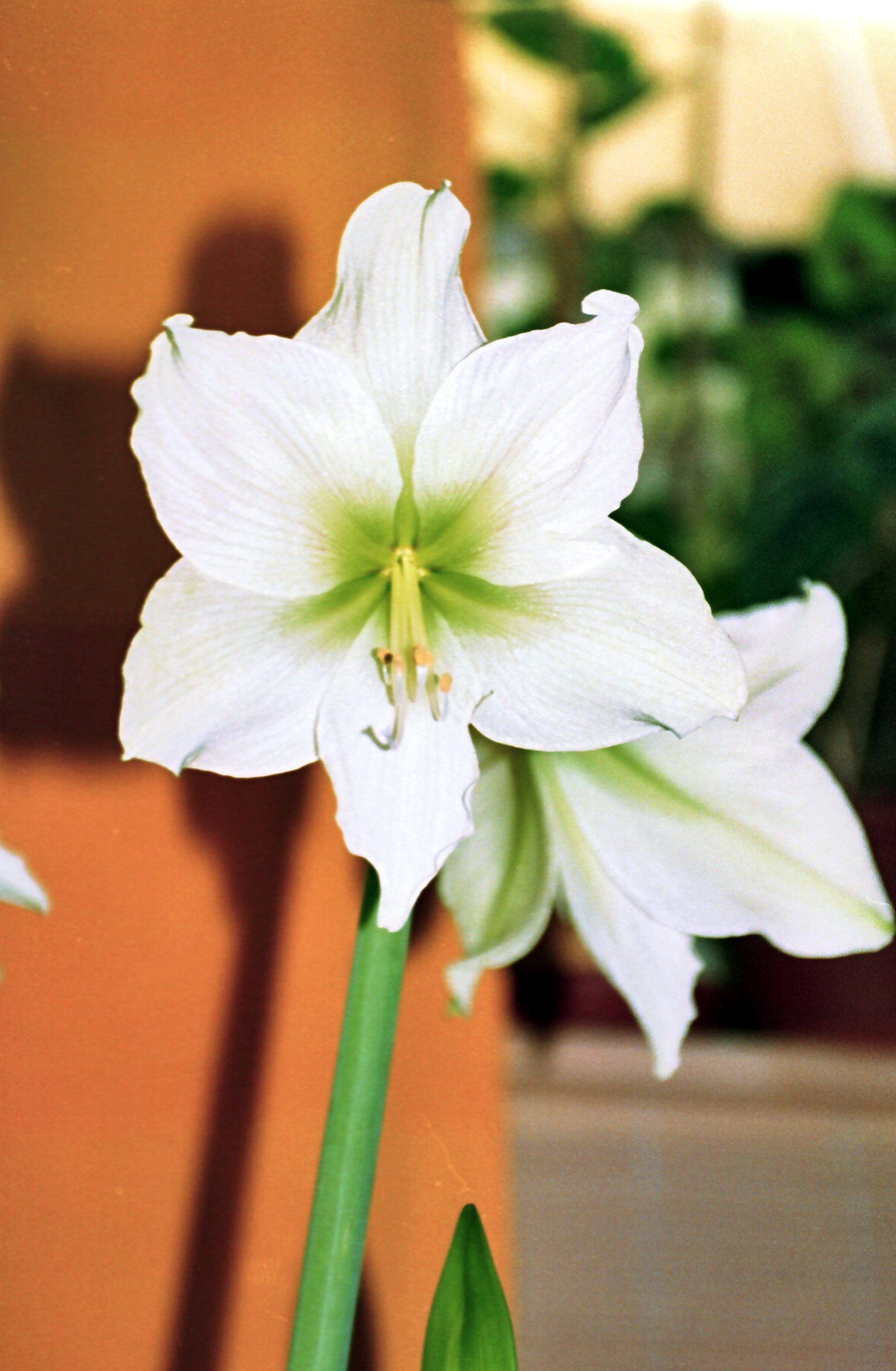
'Lemon Lime'
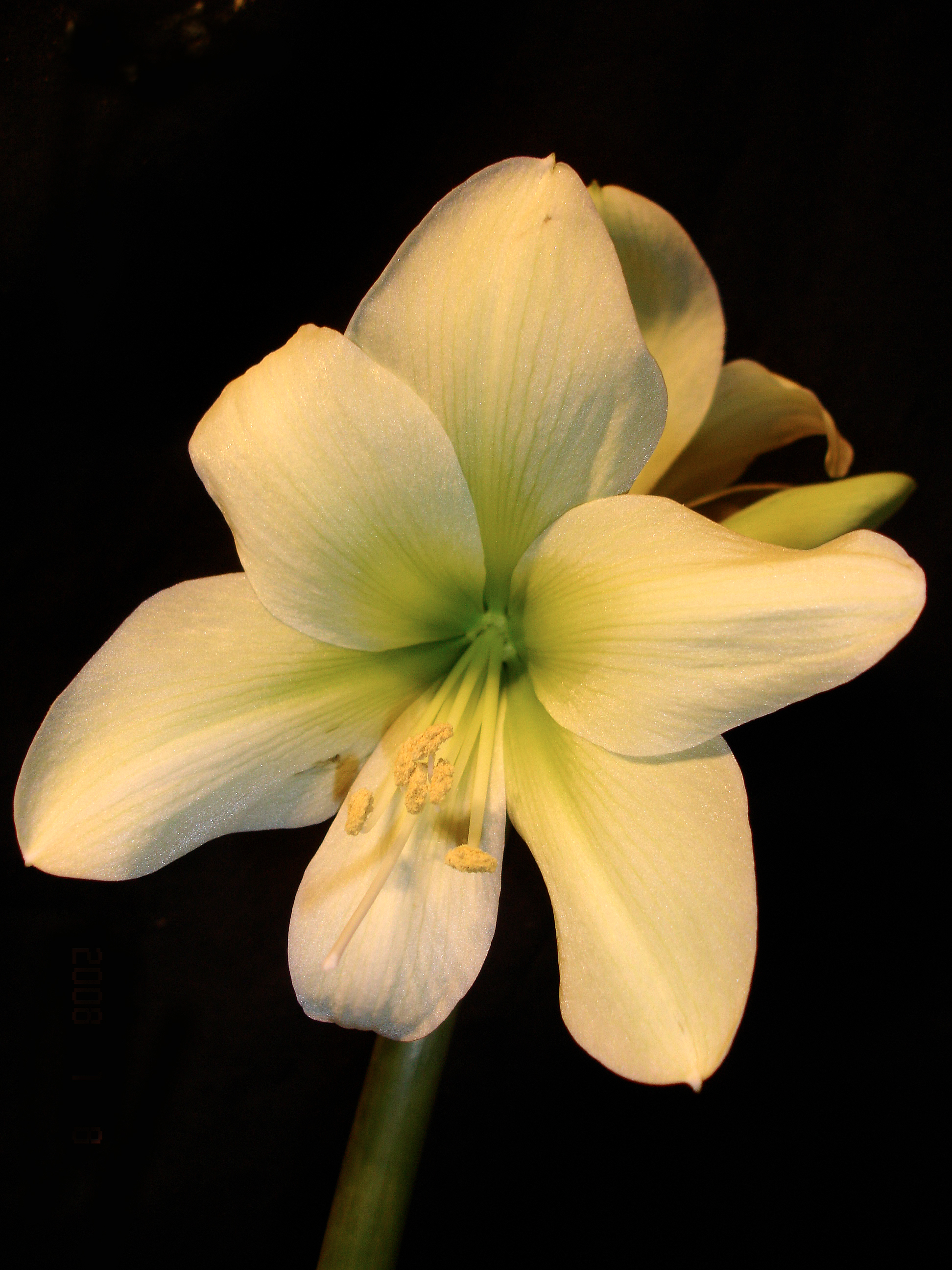
'Lemon Sorbet'
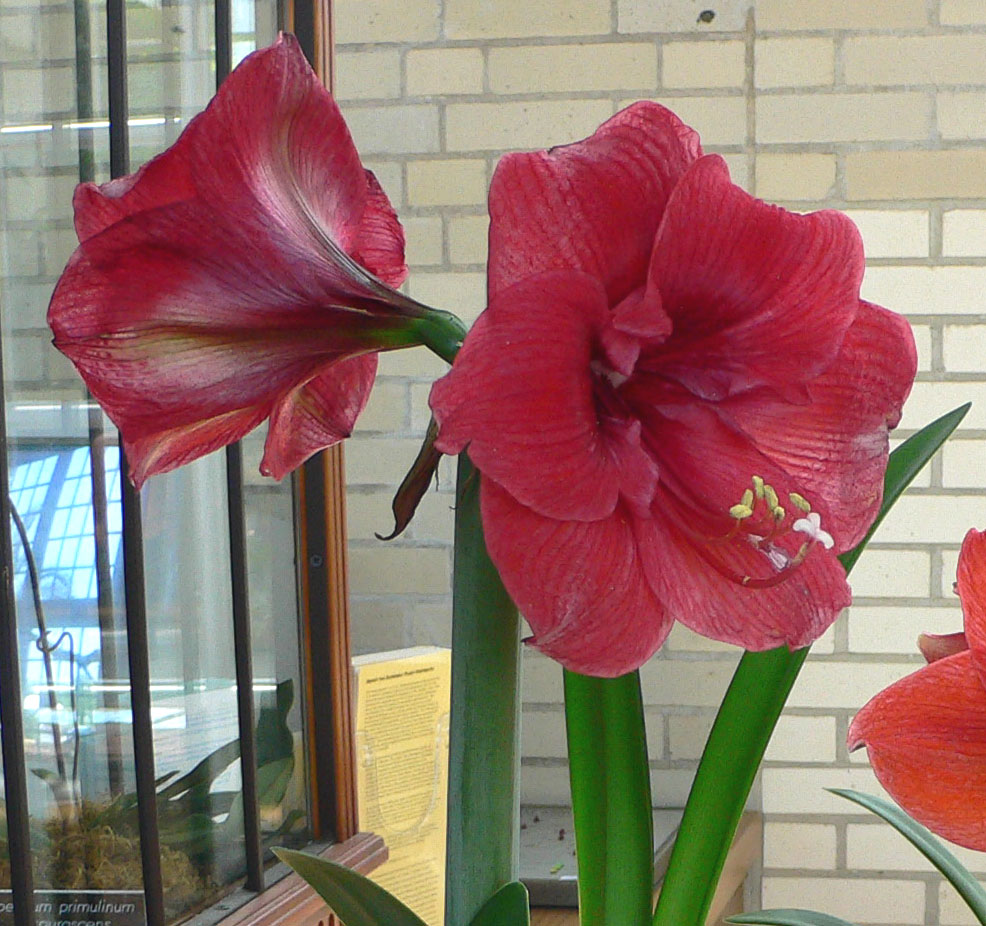
'Merry Christmas'
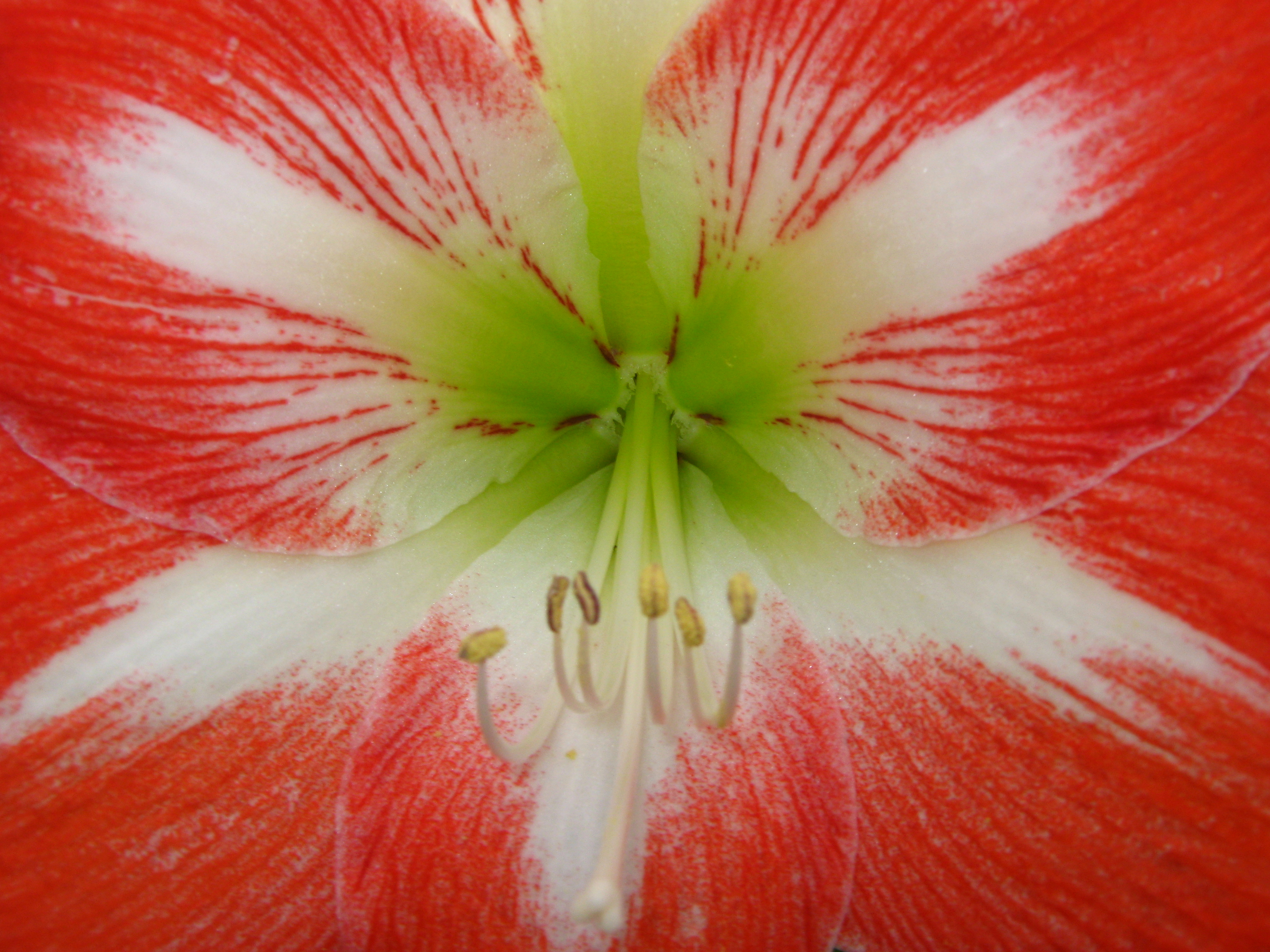
'Minerva'
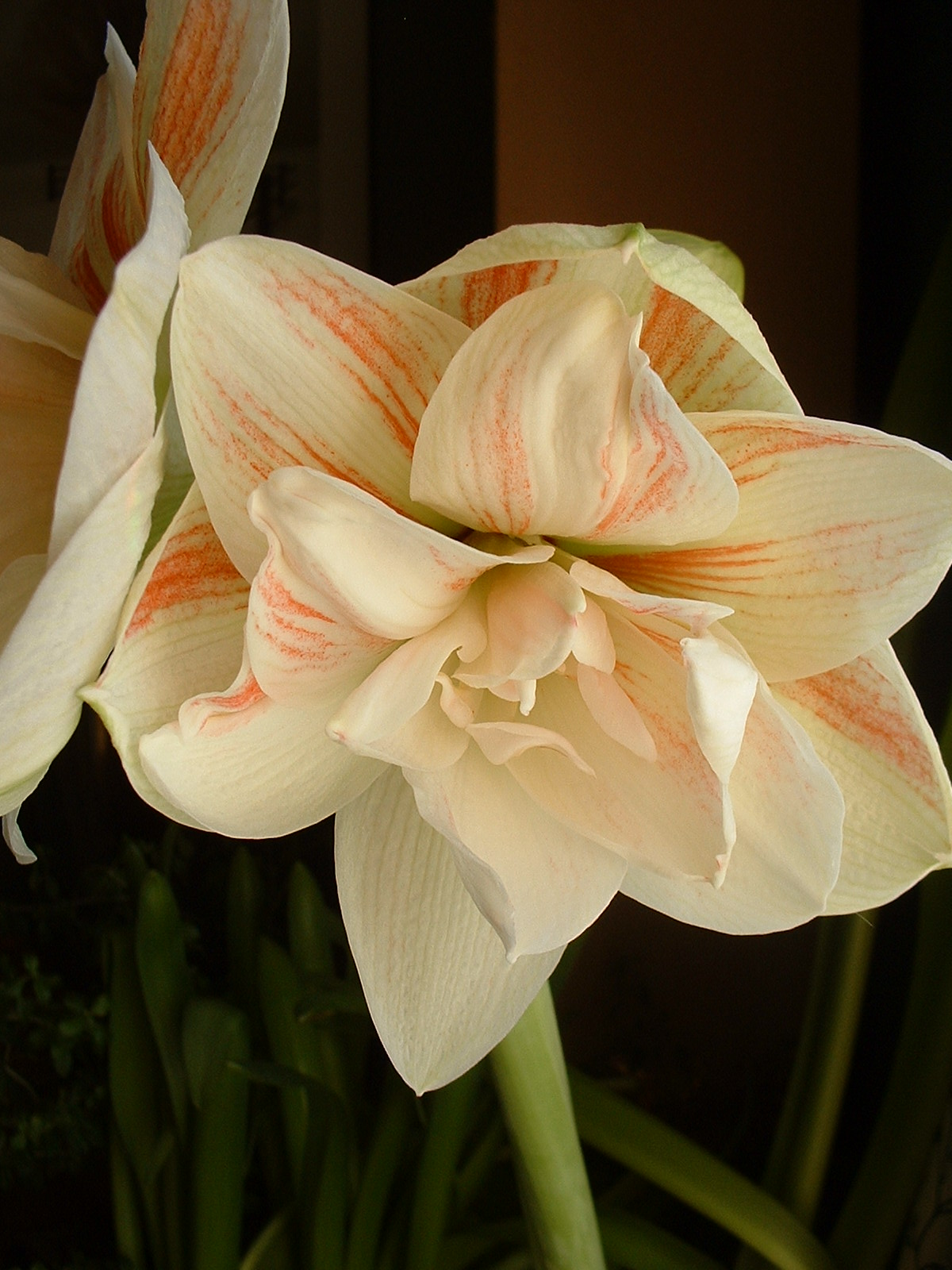
'Nymph'
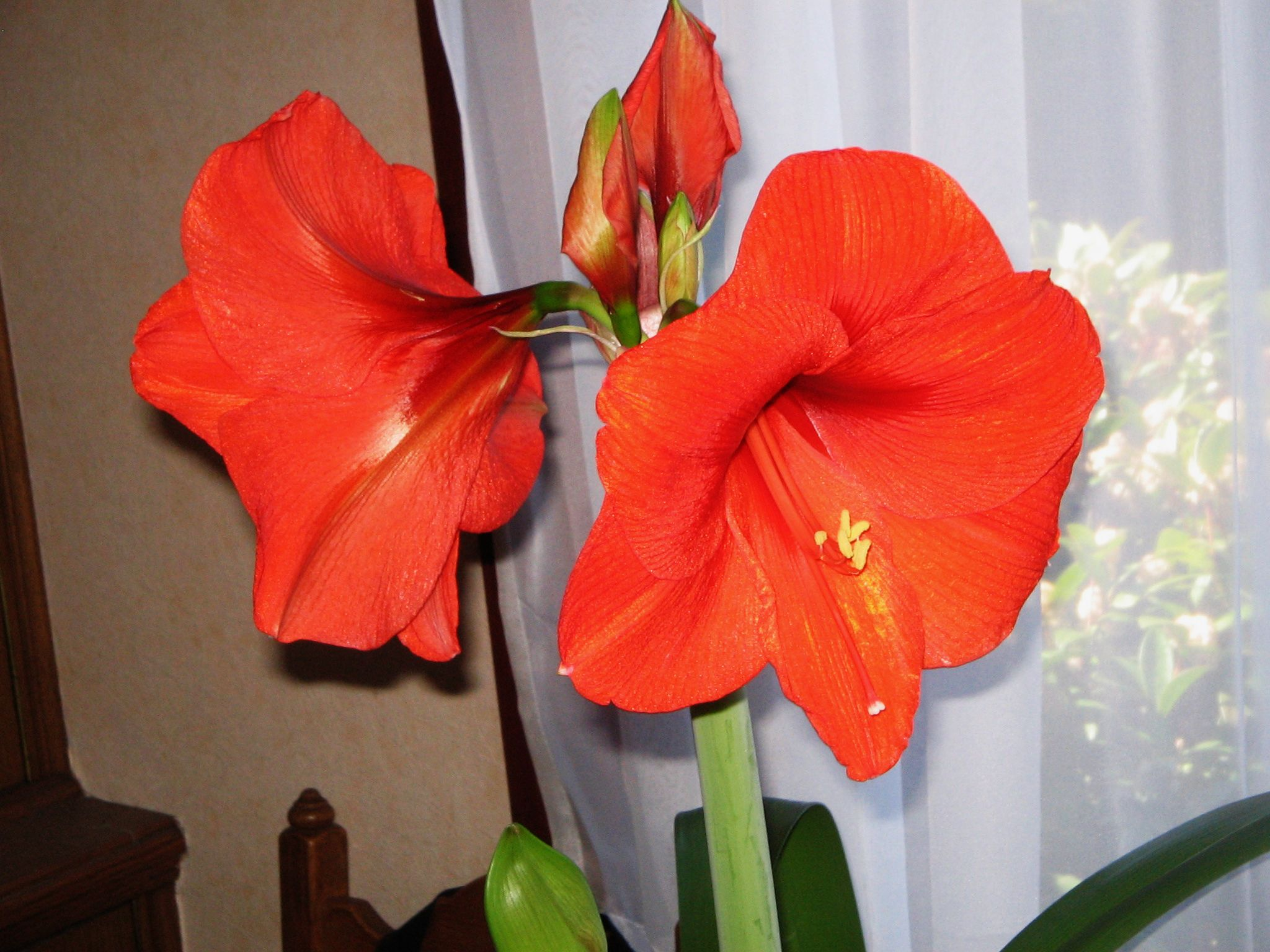
'Red Lion'
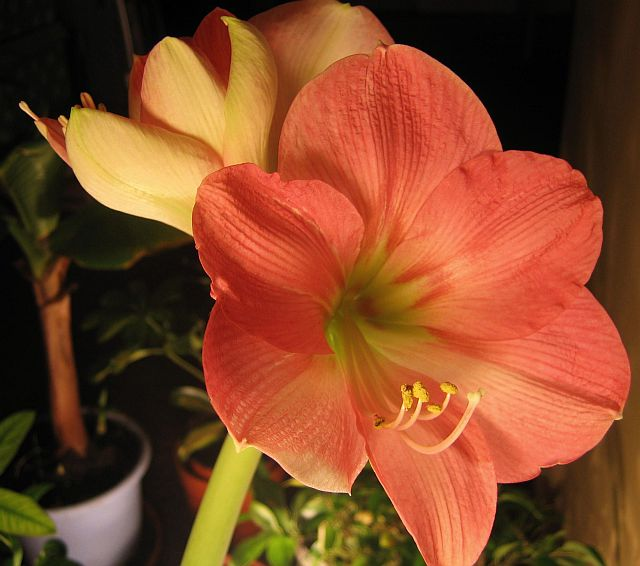
'Susan'
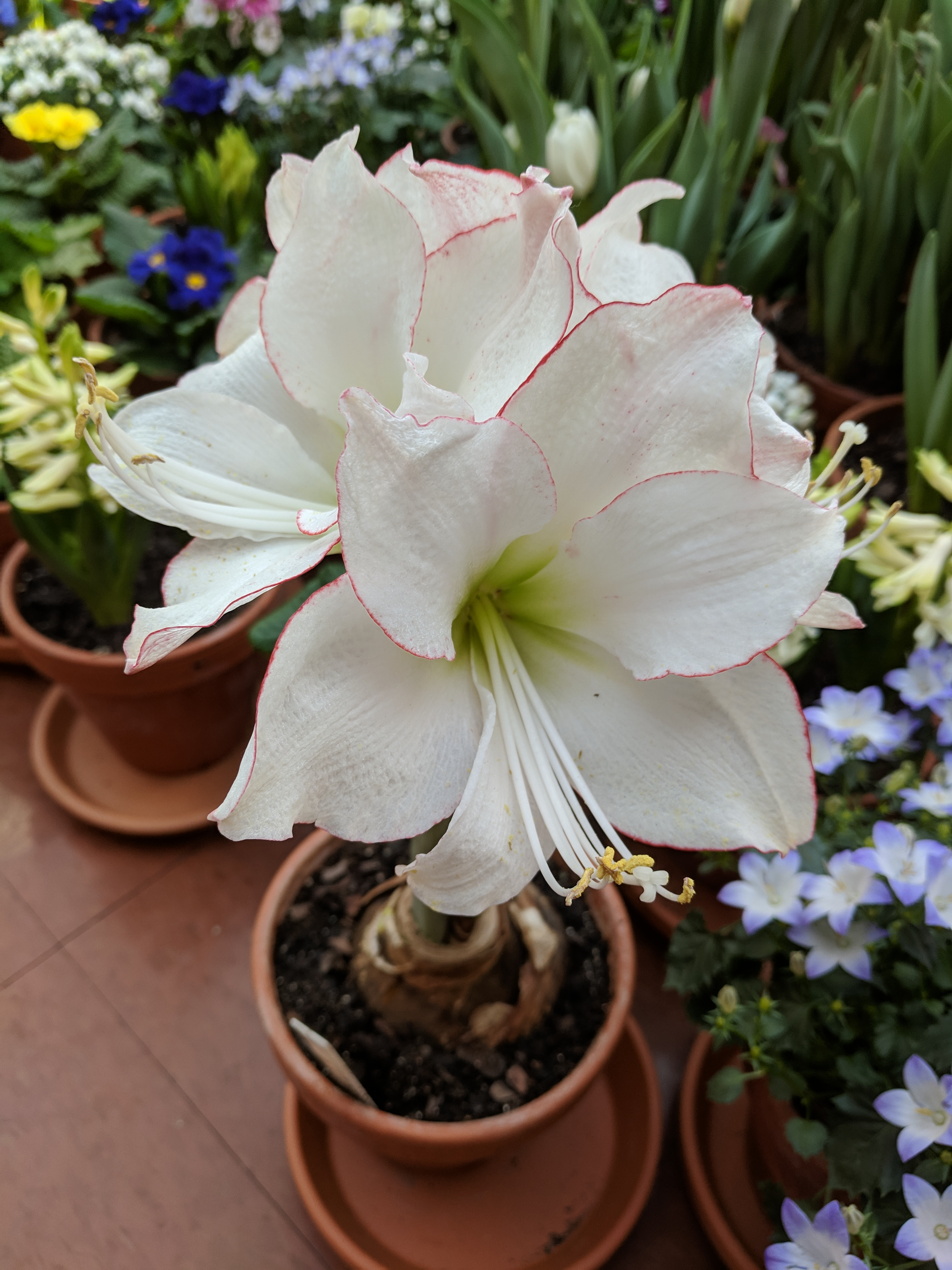
'Picotee'